# Rada Zaburzeń

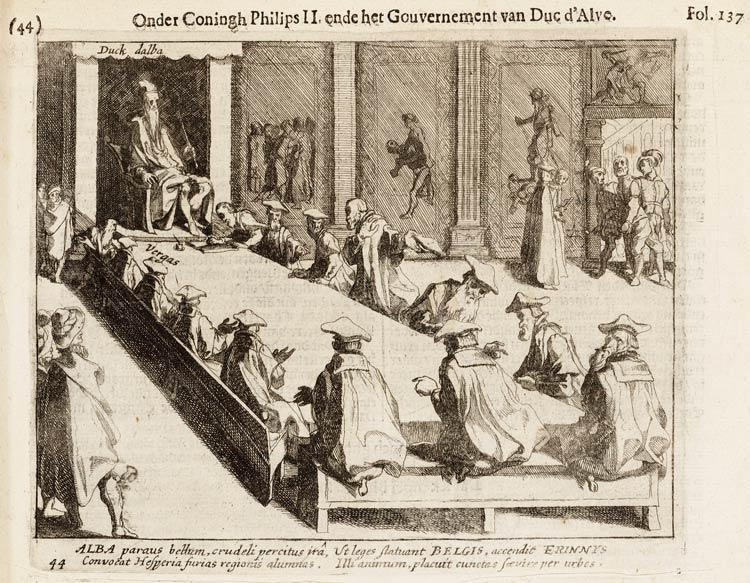
Rycina przedstawiająca obrady Rady Zaburzeń

Rada Zaburzeń (Krwawa Rada; niderl. Raad van Beroerten, hiszp. Tribunal de los Tumultos) – sąd wyjątkowy działający w latach 1567–1574 w Antwerpii, powołany przez hiszpańskiego namiestnika Niderlandów księcia Albę do zwalczania oporu ludności przeciw rządom hiszpańskim.
Z wyroku Rady stracono jednego z przywódców powstania antyhiszpańskiego Lamorala Egmonta.